# Eptesicus japonensis
Eptesicus japonensis är en fladdermusart i familjen läderlappar som förekommer i Japan. Den listades tidvis som underart till nordisk fladdermus (Eptesicus nilssoni).
Arten har ungefär samma utseende som nordisk fladdermus. Eptesicus japonensis har en något ljusare päls och en kortare svans som bara är 35,5 till 38,5 mm lång. Håren fortsätter en liten bit på den del av flygmembranen som ligger mellan bakbenen hos båda arter. Remsan är hos Eptesicus japonensis cirka 10 mm bred och hos nordisk fladdermus cirka 20 till 25 mm bred. Arten når en kroppslängd (huvud och bål) av 58 till 68 mm och underarmarna är 38 till 41,5 mm långa. Den har en bred nos med flera körtlar som är synlig som knölar. Ungefär 2 till 3 mm av svansen ligger utanför flygmembranen. Kring axlarna är pälsen ofta gulbrun som en krage. Tandformeln är I 2/3 C 1/1 P 1/2 M 3/3, alltså 32 tänder.
Denna fladdermus förekommer med flera från varandra skilda populationer på den japanska ön Honshu, inklusive kring vulkanen Fuji. Den vistas vanligen i regioner som ligger ovanför 700 meter över havet. Andra uppgifter om habitatet saknas.
Individerna vilar i trädens håligheter och i byggnader. De bildar kolonier som kan ha fler än 100 medlemmar. IUCN listar arten på grund av den begränsade utbredningen och då beståndet minskar som sårbar (VU).